# Crambe panamensis
Crambe panamensis är en svampdjursart som beskrevs av Maldonado, Carmona, van Soest och Pomponi 200. Crambe panamensis ingår i släktet Crambe och familjen Crambeidae. Inga underarter finns listade i Catalogue of Life.